# Shavon Shields
Pour les articles homonymes, voir Shields.
Shavon Shields, né le 5 juillet 1994 à Olathe dans le Kansas, est un joueur américano-danois de basket-ball. Il évolue aux postes d'arrière et d'ailier.

## Biographie

### Carrière universitaire
Il passe ses quatre années universitaires à l'université du Nebraska–Lincoln où il joue pour les Cornhuskers.

### Carrière professionnelle
Le 23 juin 2016, lors de la draft 2016 de la NBA, automatiquement éligible, il n'est pas sélectionné. En juillet 2016, il participe à la NBA Summer League 2016 d'Orlando avec le Magic d'Orlando où il a des moyennes de 2,5 points, 1,5 rebond et 1,0 passe décisive en 15,3 minutes par match.
Le 22 août 2016, il signe son premier contrat professionnel en Allemagne au Francfort Skyliners.
En juillet 2018, Shields rejoint le Saski Baskonia, club espagnol qui participe à l'Euroligue. Le contrat dure deux ans.
Au mois de juillet 2020, il s'engage pour deux saisons à l'Olimpia Milan.

## Statistiques

### Universitaires
Les statistiques en matchs universitaires de Shavon Shields sont les suivantes :
| Saison    | Équipe   | Matchs | Titul. | Min./m | % Tir | % 3pts | % LF | Rbds/m. | Pass/m. | Int/m. | Ctr/m. | Pts/m. |
| --------- | -------- | ------ | ------ | ------ | ----- | ------ | ---- | ------- | ------- | ------ | ------ | ------ |
| 2012-2013 | Nebraska | 28     | 19     | 28,7   | 47,1  | 35,9   | 67,6 | 5,14    | 0,89    | 0,82   | 0,29   | 8,57   |
| 2013-2014 | Nebraska | 32     | 32     | 32,6   | 44,3  | 31,6   | 72,1 | 5,75    | 1,59    | 0,91   | 0,28   | 12,78  |
| 2014-2015 | Nebraska | 31     | 31     | 35,3   | 44,0  | 19,5   | 82,7 | 6,00    | 2,16    | 1,06   | 0,16   | 15,42  |
| 2015-2016 | Nebraska | 30     | 30     | 30,7   | 47,0  | 36,4   | 76,9 | 5,10    | 2,67    | 1,27   | 0,33   | 16,77  |
| Total     | Total    | 121    | 112    | 31,9   | 45,5  | 29,6   | 75,9 | 5,51    | 1,84    | 1,02   | 0,26   | 13,47  |

## Palmarès
- Vainqueur de la coupe d'Italie 2021 et 2022
- Élu dans le deuxième meilleur cinq majeur (All-EuroLeague Second Team) de l'Euroligue 2020-2021 et 2021-2022
- Champion d'Espagne : 2020
- First-team Academic All-American : 2015, 2016

## Vie privée
Shields est le fils du joueur de football américain, membre du Pro Football Hall of Fame, Will Shields. Il a été coéquipier, au lycée d'Olathe Northwest, avec Willie Cauley-Stein. Shields a joué pour l'équipe nationale du Danemark lors des compétitions des 20 ans et moins.